# Nabil Ghilas
Pour les articles homonymes, voir Ghilas.
Nabil Ghilas, né le 20 avril 1990 à Marseille, est un footballeur international algérien, qui évolue au poste d'attaquant.
Il compte huit sélections en équipe nationale depuis 2013. Il est le frère cadet de l'international algérien Kamel Ghilas.

## Biographie

### Famille
Originaire de Béjaïa dans la région de Kabylie en Algérie, il est le frère cadet de Kamel Ghilas, footballeur international algérien

## Carrière en club
Nabil Ghilas, né à Marseille, a fait ses premiers pas de footballeurs dans le club de Saint-Marcel au niveau district avant de rejoindre Cassis. Il n’est jamais passé par un centre de formation. Lors de son arrivée en 2009, le club de Cassis-Carnoux évoluait à l’époque en National. Au terme de sa première saison avec Cassis, Nabil Ghilas tape dans l’œil de recruteurs et rejoint le FC Moreirense en D2 portugaise. Après trois saisons, Ghilas rejoindra le grand FC Porto en 2013.

### FC Vizela
Pour la première année de Nabil au Portugal, il est prêté par son club employeur au FC Vizela en D3 portugaise, il inscrit 6 buts en 26 matchs.

### Moreirense FC
Pour les 2 saisons suivantes, Nabil participe à l'accession de Moreirense FC au D1 en 2012, et voit son instinct de buteur se lancer ou il réussit à inscrire 13 buts lors de sa première saison en Liga ZON Sagres (2012/2013). À cette époque le joueur commence à frapper aux portes de l'équipe nationale d'Algérie.

### FC Porto
Le 8 juillet 2013, il signe un contrat de quatre ans avec le FC Porto (avec une clause de cession à trente millions d'euros). Valeur de l'affaire, autour des trois millions d'euros. Il a d'ailleurs déclaré au site du club: «Je vais jouer dans la meilleure équipe du Portugal et un grand d'Europe, mon objectif passe par beaucoup de travail pour espérer jouer le plus possible, je viens pour apprendre et j'espère que nous serons champions cette année»,.
La première année à Porto est un peu difficile pour Nabil, car il ne parviens pas à s'imposer comme titulaire, à la fin de la saison il n'inscrit que 4 buts avec son équipe, le FC Porto décide de le prêter pour l’exercice suivant au Córdoba CF, club fraîchement promu en Liga BBVA.

### Córdoba CF
Nabil Ghilas joue plusieurs matchs en D1 espagnol, et marque en total 7 buts. À la fin de la saison, le club ne réussit pas à se maintenir, Ghilas quitte le club.

### Levante UD
La saison suivante, Ghilas est encore prêté en Liga BBVA, pour évoluer au Levante UD, il joue 22 matchs sans marquer le moindre but. À la fin de la saison le Levante UD ne se maintient pas et Ghilas quitte le club.

### Gaziantepspor
Pour la saison 2016-2017, Ghilas est encore prêté par son club employeur, pour évoluer cette fois-ci en Turquie, avec le Gaziantepspor. Au bout de 4 matchs, il réussit à marquer 2 buts pour ces débuts et relance bien sa saison. Gaziantepspor est relégué à la fin de la saison et Ghilas se retrouve libre. 

### Göztepe Spor Kulübü
Il rejoint Göztepe, promu en Süper Lig en juillet 2017.

## Carrière en équipe nationale
Le 8 mars 2013, il est convoqué pour la première fois par Vahid Halilhodžić, pour le compte des éliminatoires de la Coupe du monde 2014, au stade Mustapha-Tchaker de Blida (Algérie), sans qu'il ne rentre en jeu. Il fête sa première sélection le 2 juin 2013, lors du match amical contre le Burkina Faso. Il marque son premier but en sélection pour sa première cape officielle contre le Bénin le 9 juin 2013, dans le cadre des éliminatoires de la Coupe du monde 2014.

## Statistiques

### En club
| Saison                | Club                  | Championnat           | Championnat | Championnat | Coupe nationale | Coupe nationale | Coupe de la Ligue | Coupe de la Ligue | Compétition(s) continentale(s) | Compétition(s) continentale(s) | Compétition(s) continentale(s) | Algérie | Algérie | Total | Total |
| Saison                | Club                  | Division              | M.          | B.          | M.              | B.              | M.                | B.                | Comp.                          | M.                             | B.                             | M.      | B.      | M.    | B.    |
| 2009-2010             | SO Cassis-Carnoux     | 3                     | 23          | 1           | 2               | 1               | -                 | -                 | -                              | -                              | -                              | -       | -       | 25    | 2     |
| 2010-2011             | FC Vizela             | 3                     | 26          | 6           | -               | -               | -                 | -                 | -                              | -                              | -                              | -       | -       | 26    | 6     |
| 2011-2012             | Moreirense FC         | 2                     | 17          | 2           | 3               | 1               | 4                 | 1                 | -                              | -                              | -                              | -       | -       | 24    | 4     |
| 2012-2013             | Moreirense FC         | 1                     | 30          | 13          | 2               | 0               | 5                 | 3                 | -                              | -                              | -                              | 2       | 1       | 39    | 17    |
| 2013-2014             | FC Porto              | 1                     | 16          | 1           | 5               | 1               | 4                 | 0                 | C1+C3                          | 4+6                            | 0+2                            | 6       | 1       | 41    | 5     |
| 2014-2015             | Córdoba CF (prêt)     | 1                     | 27          | 7           | 1               | 0               | -                 | -                 | -                              | -                              | -                              | -       | -       | 28    | 7     |
| 2015-2016             | Levante UD (prêt)     | 1                     | 20          | 0           | 2               | 0               | -                 | -                 | -                              | -                              | -                              | -       | -       | 22    | 0     |
| 2016-2017             | Gaziantepspor (prêt)  | 1                     | 29          | 8           | 1               | 0               | -                 | -                 | -                              | -                              | -                              | -       | -       | 30    | 8     |
| Total sur la carrière | Total sur la carrière | Total sur la carrière | 183         | 39          | 15              | 3               | 13                | 5                 | -                              | 10                             | 3                              | 8       | 2       | 229   | 52    |

#### Sélection nationale d'Algérie

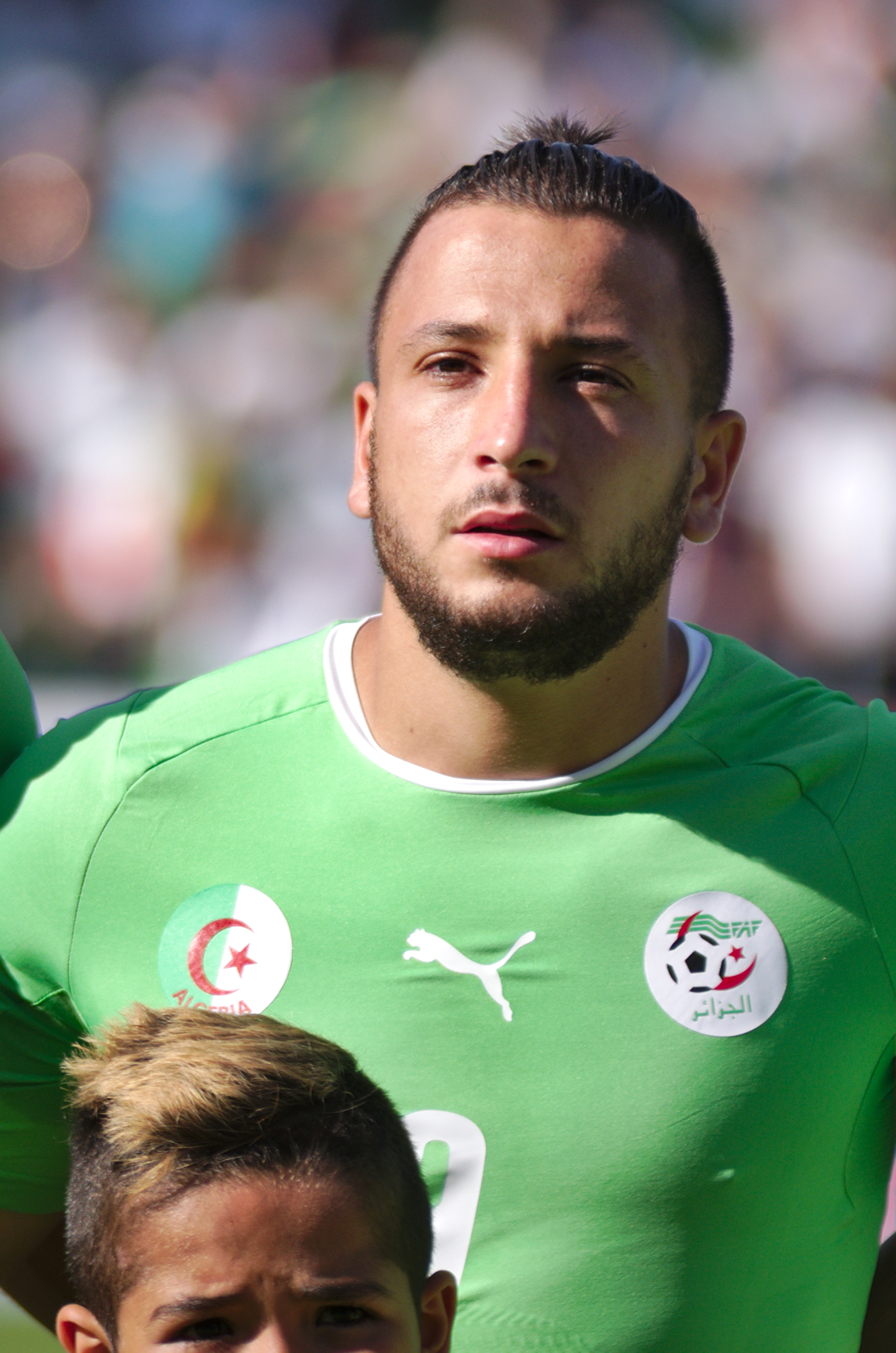
Ghilas sous le maillot de l'Algérie en 2014.

Le tableau suivant liste les rencontres de l'équipe d'Algérie dans lesquelles Nabil Ghilas a été sélectionné depuis le 2 juin 2013 jusqu'à présent.

### Buts internationaux
| no | Date       | Sélection | Lieu                                        | Adversaire | Évolution du score | Résultat | Compétition                             |
| -- | ---------- | --------- | ------------------------------------------- | ---------- | ------------------ | -------- | --------------------------------------- |
| 1  | 09/06/2013 | 2         | Stade Charles de Gaulle, Porto-Novo (Bénin) | Bénin      | 1 - 3              | 1 - 3    | Éliminatoires de la Coupe du monde 2014 |
| 2  | 31/05/2014 | 5         | Stade de Tourbillon, Sion (Suisse)          | Arménie    | 2 - 0              | 3 - 1    | Match amical                            |

## Palmarès
FC Porto
- Supercoupe du Portugal  (1) :
  - Vainqueur en 2013